# Aleš Razým
Aleš Razým, né le 6 septembre 1986 à Plzeň, est un fondeur tchèque.

## Biographie
Il fait ses débuts internationaux en 2003 au Festival olympique de la jeunesse européenne et dans la Coupe du monde en janvier 2005 à Nové Město na Moravě, lieu même où il marque ses premiers points dans cette compétition un an plus tard sur un sprint (28e). En 2006, il remporte une médaille de bronze aux Championnats du monde junior lors du relais. S'il remporte quelques courses en Coupe slave, il emerge au niveau mondial en 2009 avec sa première demi-finale en Coupe du monde (onzième à Davos), puis un titre de champion du monde des moins de 23 ans sur le sprint et surtout une place de sixième aux Championnats du monde élite sur le sprint libre à Liberec, dans son pays, soit le meilleur résultat de sa carrière à ce niveau.
En 2010, il n'égale pas ce niveau de performance même s'il dispute le sprint des Jeux olympiques de Vancouver (44e).
En 2013, il est utilisé sur des courses de distance, participant notamment au relais de Coupe du monde à La Clusaz où les Tchèques finissent troisièmes et apporte à Razym son unique podium à ce niveau. Il est aussi 23e du quinze kilomètres aux Championnats du monde à Val di Fiemme.
En 2014, il établit son meilleur classement général en Coupe du monde (59e) et court ses deuxièmes jeux olympiques à Sotchi, où il est 49e du sprint libre, neuvième du sprint par équipes et huitième du relais.
En 2018, pour son ultime saison dans le sport, il est au départ de six courses aux Jeux olympiques de Pyeongchang, enregistrant son meilleur résultat individuel sur le quinze kilomètres libre (30e).

## Palmarès

### Jeux olympiques
| Épreuve / Édition  | Épreuve / Édition  | Vancouver 2010 | Sotchi 2014 | Pyeongchang 2018 |
| Sprint individuel  | Sprint individuel  | 44e            | 49e         | 44e              |
| 15 km libre        | 15 km libre        | -              | -           | 30e              |
| Skiathlon          | Skiathlon          | -              | -           | 55e              |
| 50 km classique    | 50 km classique    | -              | -           | 41e              |
| Sprint par équipes | Sprint par équipes | -              | 9e          | 7e               |
| Relais 4 × 10 km   | Relais 4 × 10 km   | -              | 8e          | 10e              |

### Championnats du monde
| Épreuve / Édition  | Épreuve / Édition  | Liberec 2009 | Val di Fiemme 2013 | Falun 2015 | Lahti 2017 |
| Sprint individuel  | Sprint individuel  | 6e           | 31e                | 48e        | 55e        |
| Sprint par équipes | Sprint par équipes | 12e          | 8e                 | 6e         | 12e        |
| 15 km libre        | 15 km libre        | -            | 23e                | -          | -          |
| 50 km libre        | 50 km libre        | -            | -                  | 36e        | 48e        |
| Relais 4 × 10 km   | Relais 4 × 10 km   | -            | 11e                | 9e         | -          |

### Coupe du monde
- Meilleur classement général : 59e en 2014.
- 1 podium en épreuve par équipes : 1 troisième position (en 2013).

#### Classements en Coupe du monde
| Année     | Classement général final | Classement distance | Classement sprint |
| 2005-2006 | 173e                     | -                   | 75e               |
| 2007-2008 | 140e                     | -                   | 95e               |
| 2008-2009 | 78e                      | -                   | 39e               |
| 2011-2012 | 147e                     | -                   | 91e               |
| 2012-2013 | 67e                      | 44e                 | 75e               |
| 2013-2014 | 59e                      | 58e                 | 46e               |

### Championnats du monde junior
- Médaille de bronze au relais en 2006 à Kranj.

### Championnats du monde des moins de 23 ans
- Médaille d'or sur le sprint classique en 2009 à Praz de Lys.

### Universiades
- Médaille d'argent sur le sprint en 2007 à Turin.